# NGC 7227
NGC 7227 este o galaxie situată în constelația Șopârla. A fost descoperită în 1 septembrie 1872 de către Édouard Stephan⁠(d). Se află la o distanță de 90,02 de megaparseci de Pământ.